# Karlovački dani piva
Karlovački dani piva je pučka fešta koja se tradicionalno održava potkraj ljeta u gradu Karlovcu na livadi kraj rijeke Korane. Prvi put je održana 1984. godine i jedino ratne godine 1991. kao ni pandemijske 2020. nije održavana.
Dane piva posjećuje prosječno oko 200.000 ljudi. Generalni sponzor manifestacije je Karlovačka pivovara.
Organiziran je i putnički prijevoz iz Zagreba posebnim vlakovima pod nazivom Pivo-express. 

## Vanjske poveznice
- Dani piva Karlovac – službene stranice  Arhivirana inačica izvorne stranice od 28. kolovoza 2015. (Wayback Machine)
- Večernji.hr – Dani piva Karlovac
- Radio Karlovac – Rekordna posjeta već na početku 29. Dana piva[neaktivna poveznica]